# Iwan Czerniachowski

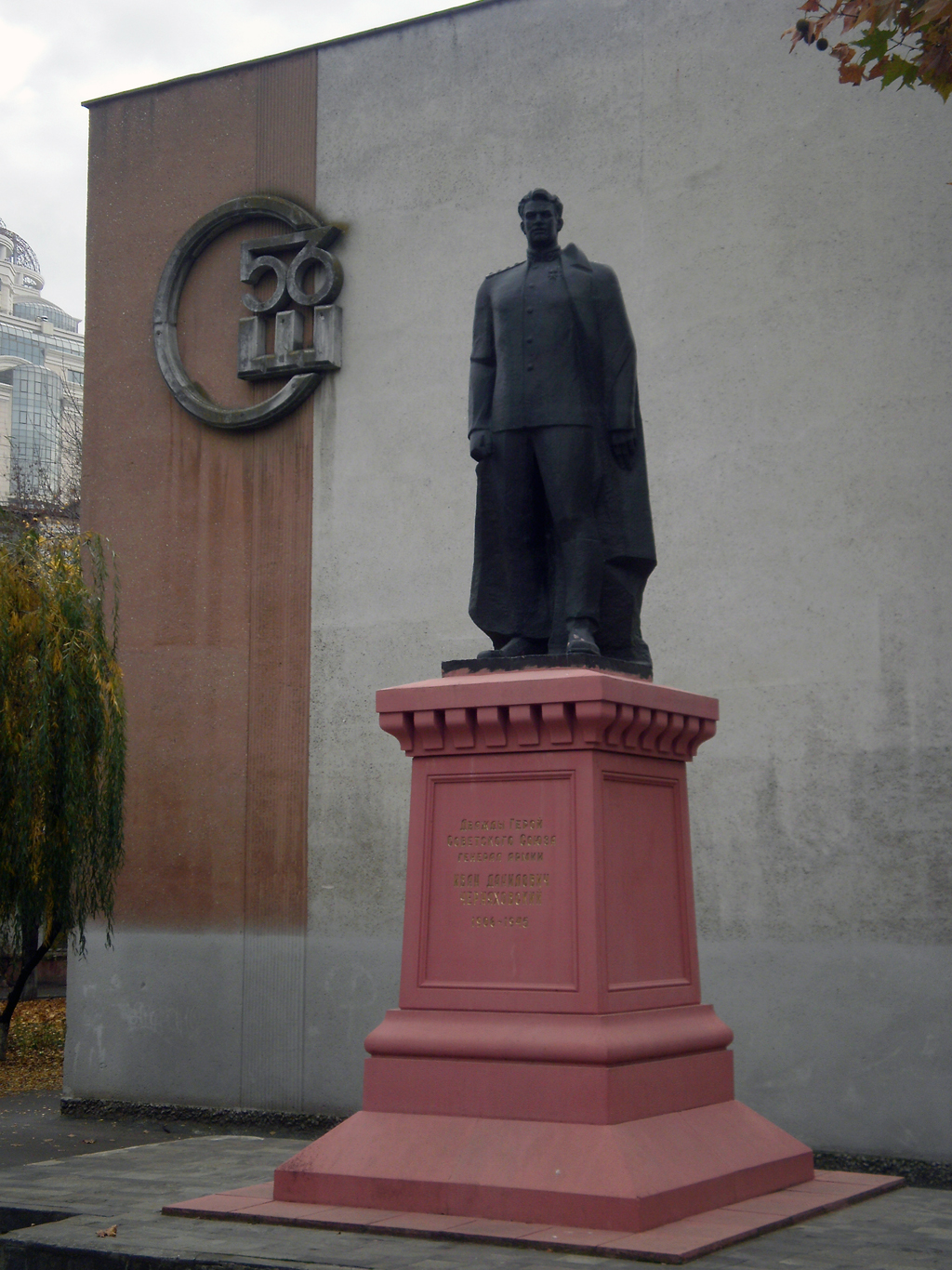
Pomnik Iwana Czerniachowskiego w Odessie

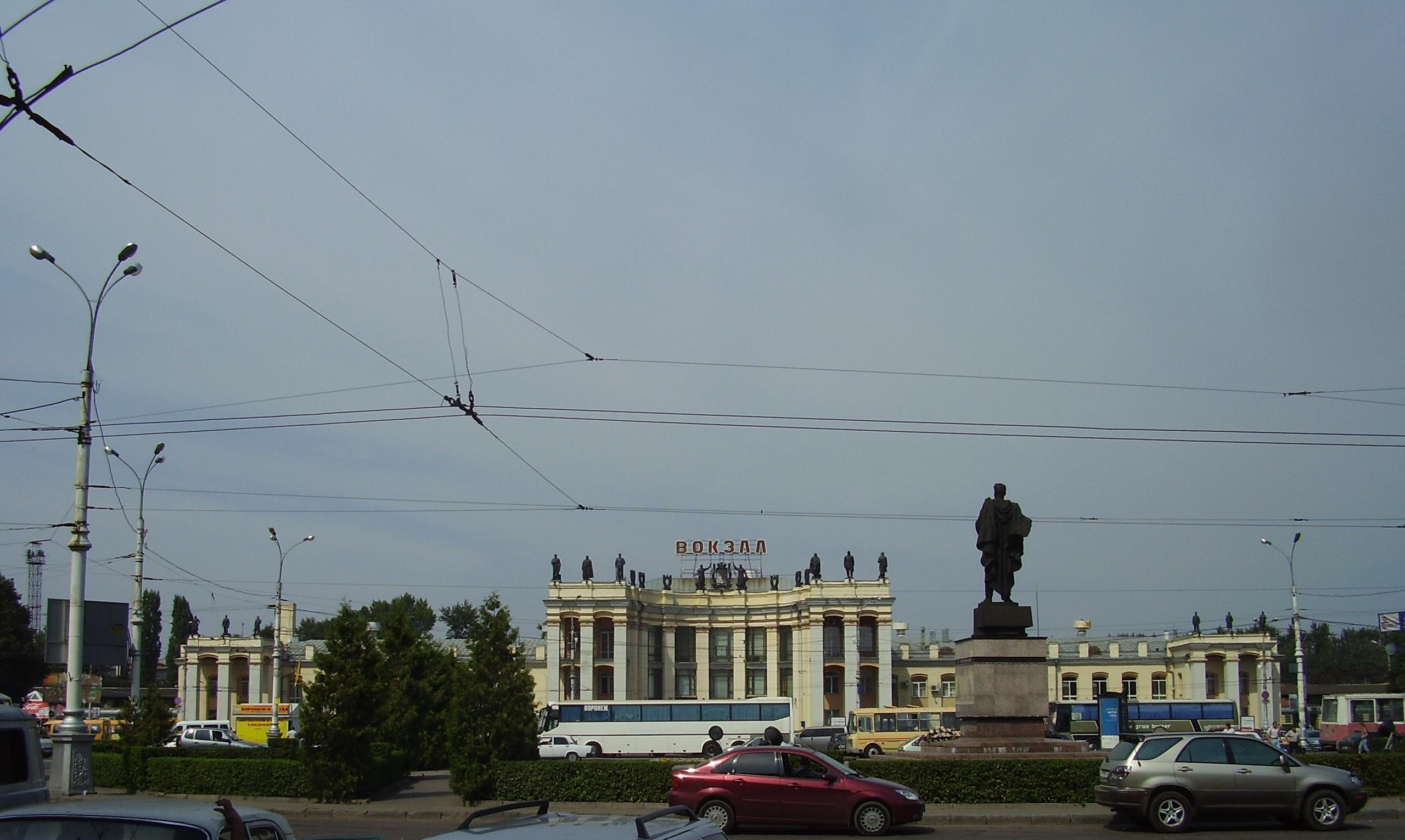
Pomnik Iwana Czerniachowskiego w Woroneżu

Iwan Daniłowicz Czerniachowski (ukr. Іван Данилович Черняховський, ros. Иван Данилович Черняховский, ur. 16 czerwca?/29 czerwca 1906 we wsi Oksanino k. Humania, zm. 18 lutego 1945 w okolicach Melzaka – obecnie polskiego Pieniężna) – radziecki dowódca wojskowy narodowości ukraińskiej, generał armii, najmłodszy generał Armii Czerwonej, dowódca wyższych związków operacyjnych, dwukrotny Bohater Związku Radzieckiego (1943, 1944).

## Życiorys
Urodził się 29 czerwca 1906 we wsi Oksanino w okolicach Humania, w rodzinie kolejarskiej. Przed wstąpieniem do wojska pracował na kolei jako robotnik. W 1924 wstąpił do Armii Czerwonej. W 1928 ukończył Szkołę Oficerów Artylerii w Kijowie, a w 1936 Akademię Wojsk Pancernych i Zmotoryzowanych.
W latach 1928–1931 służył na stanowiskach dowódczych w jednostkach artylerii, a w 1938–1941 w oddziałach pancernych rozmieszczonych w Kijowskim i Białoruskim Okręgu Wojskowym. W marcu 1941 został dowódcą 28 Dywizji Pancernej w Nadbałtyckim Okręgu Wojskowym, a następnie 241 Dywizji Strzeleckiej na Froncie Północno-Zachodnim. Podczas walk wyróżnił się sprawnym dowodzeniem i od czerwca 1942 został mianowany dowódcą 18 Korpusu Pancernego na Froncie Woroneskim.
Od lipca 1942 do kwietnia 1944 dowodził 60 Armią, z którą walczył m.in. w składzie Frontu Woroneskiego w bitwie na łuku kurskim i podczas forsowania Dniepru. 14 lutego 1943 został awansowany na stopień generała porucznika. Dekretem Prezydium Rady Najwyższej ZSRR z 17 października 1943, za sforsowanie Dniepru został uhonorowany tytułem Bohatera Związku Radzieckiego. Po przemianowaniu Frontu Woroneskiego na 1 Front Ukraiński walczył na Ukrainie.
Od 15 kwietnia 1944 dowodził Frontem Zachodnim, a od 24 kwietnia 3 Frontem Białoruskim. Pod jego dowództwem front uzyskał znaczące sukcesy, takie jak okrążenie na wschód od Mińska ponad 100 tys. żołnierzy niemieckich. Dowodził operacją wileńską i kowieńską, w wyniku których Niemcy zostali wyparci z Litwy i północno-zachodniej Białorusi oraz uzyskano przyczółki na lewym brzegu Niemna. 29 lipca 1944 za udział w tych operacjach został ponownie wyróżniony tytułem Bohatera Związku Radzieckiego.
Po zdobyciu Wilna 13 lipca 1944 roku (od 6–7 lipca o miasto walczyły oddziały Armii Krajowej o liczebności 5,5 tys. żołnierzy, a następnego dnia, 8 lipca, do walki włączyły się oddziały radzieckie) władze radzieckie nakazały oddziałom AK opuścić miasto i zgromadzić się na skraju Puszczy Rudnickiej. Wtedy doszło do rozmowy gen. Iwana Czerniachowskiego z płk. Aleksandrem Krzyżanowskim w sprawie dozbrojenia oddziałów AK bez żadnych warunków politycznych, na które to generał wyraził zgodę. Podstępem wezwani 16 lipca na odprawę do budynku dowództwa Frontu Białoruskiego komendant ppłk Aleksander Krzyżanowski „Wilk”, ppłk. Lubosław Krzeszowski, szef sztabu mjr Teodor Cetys „Sław” oraz ppłk Adam Szydłowski zostali rozbrojeni i aresztowani. 17 lipca 1944 w ramach tajnej operacji przeprowadzonej przez gen. Iwana Czerniachowskiego wraz z gen. Iwanem Sierowem, przysłanym przez NKWD, rozbrojono także i wywieziono w głąb ZSRR oficerów Armii Krajowej zgromadzonych w Boguszach dla dalszych rozmów. W tej sytuacji reszta zgromadzonego na skraju Puszczy Rudnickiej wojska polskiego, na rozkaz nowego dowództwa, miała przedzierać się lasami na Grodno i Białystok. Armia Czerwona zorganizowała natychmiast pościg za nimi, w wyniku którego pojmano 5 tys. osób. Był to początek „obławy augustowskiej”. Żołnierze Armii Krajowej odmawiali wstępowania do Armii Polskiej pod dowództwem gen. Zygmunta Berlinga, rozbrojenia i rozwiązania struktur oraz negowali fakt włączenia Wileńszczyzny w granice Związku Radzieckiego.
W styczniu 1945 na czele 3 Frontu Białoruskiego brał udział w operacji wschodniopruskiej, przełamując niemiecką obronę w północnej części Prus Wschodnich. Wraz z 2 Frontem Białoruskim odciął od sił głównych zgrupowania niemieckie w Sambii, Królewcu i na wybrzeżu Zalewu Wiślanego. Zmarł raniony odłamkiem artyleryjskim podczas wizyty na linii frontu w okolicach Melzaka (ob. Pieniężno w woj. warmińsko-mazurskim).
Według innej wersji pocisk za odjeżdżającym samochodem z generałem wystrzeliła załoga czołgu Armii Czerwonej w rewanżu za zastrzelenie przez generała ich dowódcy na oczach załogi.
Został pochowany na jednym z centralnych placów Wilna. Po odzyskaniu niepodległości przez Litwę, w latach 90. XX wieku, jego ciało przeniesiono do Moskwy i pochowano na Cmentarzu Nowodziewiczym.

## Upamiętnienie
Jego imię nadano miastu w obwodzie królewieckim w Rosji. W latach 2013–2023 nosiła je też wiodąca ukraińska uczelnia wojskowa – Narodowy Uniwersytet Obrony Ukrainy.
31 stycznia 2014 lokalne władze samorządowe postanowiły zburzyć jego pomnik w Pieniężnie, uzasadniając to tym, że jest on dla Polaków symbolem komunizmu, totalitaryzmu i sowietyzacji. 17 września 2015 roku, w 76. rocznicę agresji sowieckiej, doszło do demontażu pomnika.
Niektóre źródła podają, że gen. armii Iwan Daniłowicz Czerniachowski miał zostać awansowany na marszałka Związku Radzieckiego, ale zmarł przed ogłoszeniem dekretu Rady Najwyższej ZSRR.
Pomnik gen. Czerniachowskiego został także postawiony w Wilnie w 1964. W 1991 roku został przez władze Wilna usunięty, a następnie bez uzgodnienia przeniesiony przez Armię Radziecką do Woroneża i w 1993 roku postawiony na placu Czerniachowskiego przed dworcem kolejowym Woroneż I.

## Awanse
- generał major – 5 maja 1942;
- generał porucznik – 14 lutego 1943;
- generał pułkownik – 5 marca 1944;
- generał armii – 28 czerwca 1944.

## Odznaczenia
- Medal „Złota Gwiazda” Bohatera Związku Radzieckiego – dwukrotnie (17 października 1943, 29 lipca 1944)
- Order Lenina – dwukrotnie (17 października 1943, 29 lipca 1944)
- Order Czerwonego Sztandaru – czterokrotnie (16 stycznia 1942, 3 maja 1942, 4 lutego 1943, 3 listopada 1944)
- Order Suworowa I klasy – dwukrotnie (8 lutego 1943, 11 września 1943)
- Order Kutuzowa I klasy (29 maja 1944)
- Order Bohdana Chmielnickiego I klasy (10 stycznia 1944)
- I inne